# 揚·科德斯
揚·科德斯（捷克語：Jan Kodeš，1946年3月1日—），生於捷克斯洛伐克时期布拉格市（今捷克首都），已退役的捷克男子職業網球運動員，网球史上最佳捷克选手之一，单打最高世界排名第5，3座大满贯男子单打冠軍得主，国际网球名人堂成员。

## 简述
職業生涯中共奪得過10項巡迴賽男子單打冠軍（包括三項大滿貫賽事 - 1970年法網、1971年法網、1973年温布尔登）和16項巡迴賽男子雙打冠軍，他亦曾2次打入美網決賽獲得亞軍（1971年、1973年），但從來沒有參加澳網成年組賽事。
他的ATP單打最高世界排名第五位，職業生涯獲得單打505勝284負，雙打326勝198負，總獎金達693,197美元。
1990年，他被引薦進入國際網球名人堂（International Tennis Hall of Fame）。

## 大满贯

### 男單冠軍（3）
| 年度 | 賽事     | 場地 | 決賽對手       | 對手國籍 | 勝方比分           |
| 1970 | 法网     | 红土 | 弗拉努洛维奇   | 南斯拉夫 | 6-2, 6-4, 6-0      |
| 1971 | 法网     | 红土 | 納斯塔塞       | 羅馬尼亞 | 8-6, 6-2, 2-6, 7-5 |
| 1973 | 温布尔登 | 草地 | Alex Metreveli | 苏联     | 6-1, 9-85, 6-3     |

### 男單亞軍（2）
| 年度 | 賽事 | 場地 | 決賽對手 | 對手國籍 | 勝方比分                |
| 1971 | 美网 | 草地 | 史密斯   | 美国     | 3-6, 6-3, 6-2, 7-63     |
| 1973 | 美网 | 草地 | 紐康姆   |          | 6-4, 1-6, 4-6, 6-2, 6-2 |

## ATP巡迴賽

### 單打

#### 冠軍（10）
- 1969年 (1) - 匹茲堡
- 1970年 (2) - 法網 、聖彼得堡
- 1971年 (2) - 卡塔尼亚、法網
- 1972年 (1) - 巴塞隆拿
- 1973年 (2) - 科隆 WCT、温布尔登
- 1975年 (1) - 馬德里-2
- 1976年 (1) - 巴塞爾

#### 亞軍（21）
- 1969年 (2) - 哥倫比亞巴蘭幾亞、夏洛特
- 1970年 (1) - 羅馬
- 1971年 (4) - 尼斯、羅馬WCT、美網、斯德哥爾摩WCT
- 1972年 (2) - 尼斯、羅馬-1
- 1973年 (3) - 溫哥華WCT、美網、布拉格
- 1974年 (1) - 墨西哥阿卡普尔科
- 1975年 (4) - 維珍尼亞州漢普頓、漢堡、杜塞尔多夫-2、奧地利基茨比厄爾
- 1976年 (3) - 尼斯、基茨比厄爾、西班牙阿維萊斯
- 1977年 (1) - 基茨比厄爾

### 雙打冠軍（16）
- 1971年 (1) - 印第安那波利斯
- 1972年 (2) - 漢堡、南錫
- 1973年 (2) - 洛杉磯、布拉格
- 1974年 (1) - 加州 Palm Desert WCT
- 1975年 (3) - 慕尼黑、杜塞尔多夫、馬德里
- 1976年 (1) - 基茨比厄爾
- 1977年 (2) - 巴塞隆拿、蒙特卡洛 WCT
- 1978年 (2) - 馬德里、史图加特室外賽
- 1979年 (1) - 漢堡
- 1982年 (1) - 荷蘭希爾維蘇姆

## 外部連結
- 國際網球名人堂 - 科德斯篇
- 揚·科德斯（英文/西班牙文）的官方資料
- 揚·科德斯的國際網球總會 職業／青少年 官方資料（英文）
- 揚·科德斯的官方資料（英文）
- 网球网 - 捷克“磨王”简·科德斯[永久]